# إدوارد غايلورد بورن
إدوارد غايلورد بورن (بالإنجليزية: Edward Gaylord Bourne)‏ هو مؤرخ أمريكي، ولد في 24 يونيو 1860، وتوفي في 24 فبراير 1908.